# Johnny’s Entertainment
Johnny's Entertainment — японский лейбл звукозаписи, принадлежащий Johnny & Associates.

## История
Лейбл был основан в 1997 году. Первая издававшаяся на нём группа — KinKi Kids.

## Исполнители
- Shonentai
- KinKi Kids
  - Домото, Коити
  - Домото, Цуёси
- NEWS
  - Tegomass
- Ямасита, Томохиса
- NYC
  - Юма Накаяма
- Johnny’s WEST